# 平郡島
平郡島（へいぐんとう）は、山口県柳井市の南約20kmの伊予灘に浮かぶ東西に細長い島。人口591人。山口県で2番目に面積が大きい島である。

## 地理
急斜面が多く段々畑が山の上まで続いている。集落は東と西に分かれて存在し、船はそれぞれの港へ寄航する。公道は北側のみで二つの集落を繋いでいる。南面は細い農道。中央部は標高450〜470mからなる深山でキジなどが生息する野性的な森林になっている。段々畑は少子高齢化により大半が休耕地であって藪化しているが、畜産による修景が昨今試みられ始めている。周囲の海は豊かな藻場を形成し、磯では海藻の収穫や、沖合いは遊漁もできる穏やかな漁場である。

## 歴史
- 幕末 - 「旧高旧領取調帳」の記載によると山口藩領。
- 明治4年7月14日（1871年8月29日） - 廃藩置県により山口県の管轄となる。
- 1873年（明治6年） - 大区小区制の施行により第一大区第四小区の所属となる。
- 1889年（明治22年）4月1日 - 町村制の施行により、平郡島が単独で自治体を形成して平郡村となる。
- 1945年（昭和20年）8月23日 - 島の沖合で輸送船「第六日祐丸（873トン）」が触雷により沈没[1]。
- 1954年（昭和29年）5月1日 - 平郡村が柳井市に編入。同日平郡村廃止。同市平郡となる。

## 教育
島にある柳井市立平郡東小学校は、児童がいなくなり2003年度から休校していたが、2012年に新1年生が入学し9年ぶりに再開された。2013年度にも新1年生が1人入学、さらに5月に1人転入し全校生徒は2年生1人、1年生2人の計3人になっている。（2018年現在、在籍児童は5人）

## 特産品
- 農産物
  - ミカン、夏みかん
  - カーネーション
  - 切干大根

- 水産物
  - 地ダコ
  - 太刀魚
  - ヒジキ、フノリ
  - サザエ

## 交通
- 柳井港〜平郡島（平郡航路）